# Arctia auripennis
Arctia auripennis là một loài bướm đêm thuộc phân họ Arctiinae, họ Erebidae.